# دراغون بول زد كاي
دراغون بول كاي أو دراغون بول زد كاي (باليابانية: ドラゴンボール改) هو أنمي ياباني، مقتبس من سلسلة مانغا دراغون بول الذي سمي عصره عصر الذهبي لشركة شونن جمب وهي الناشر للمانغا وهي من تأليف ورسوم أكيرا تورياما.

## نبذة عن الأنمي
هذا المسلسل عبارة عن تجديد لمسلسل الأنمي دراغون بول زد الذي لاقى نجاحًا باهرًا حتى الآن وتم حذف لقطات وحلقات الفلر وأيضًا تم تطوير الجودة إلى HD، أي عالية الجودة. وأيضًا تم عرضه أول مرة في 5 أبريل، وهو تاريخ ميلاد المؤلف أكيرا توراياما. واختضر الأنمي من 291 إلى 167 حلقة، والأنمي له جزئين فالأول به 98 حلقة والثاني 69 حلقة ودراغون بول زد كاي عنده نسختان نسخة اليابانية عدد الحلقات 159 واما نسخة الدولية فعدد الحلقات 167، وكما عرضت 54 حلقة منه على سبيستون مُدبلج في عام 2015 بمناسبة مرور 15 سنة على إطلاق القناة.

## الممثلون بالدبلجة العربية
- رأفت بازو - غوغو، بوتا
- أيمن السالك - فيجيتا، تورتو
- محمد خير أبو حسون - بيكولا، فريزر، ريكوم، الدكتور بريف (الصوت الثاني)
- لينا ضوا - جوهان
- عادل أبو حسون - تيان، راديتس، نيل، شينرون، بورونغا، غولدا
- أميرة حذيفي - هوشي (الصوت الأول)، تشي تشي (الصوت الأول)، تشاوزو
- رغدة الخطيب - بالما
- محمد مصطفى - ياماكا، نابا (الصوت الأول)
- طالب الرفاعي - جيسي، الدكتور بريف (الصوت الأول)
- جيهان قرحيلي - ديندي
- رزان الحبش - ياغي
- رشا بيدس - تشي تشي (الصوت الثاني)
- رائد مشرف - دودريا، غينيا
- خلدون قاروط - ساربون، نابا (الصوت الثاني)، والد تشي تشي
- عدنان عبد الجليل - كبير الناميك
- حنان شقير - هوشي (الصوت الثاني)
- هشام كفارنة - نبتون
- مأمون الرفاعي - الراوي

## روابط خارجية
- دراغون بول زد كاي على موقع IMDb (الإنجليزية)
- دراغون بول زد كاي على موقع ميتاكريتيك (الإنجليزية)
- دراغون بول زد كاي على موقع روتن توميتوز (الإنجليزية)
- دراغون بول زد كاي على موقع فيلمافينيتي (الإسبانية)
- دراغون بول زد كاي على موقع كينوبويسك (الروسية)
- دراغون بول زد كاي على موقع ألو سيني (الفرنسية)
- دراغون بول زد كاي على موقع قاعدة بيانات الفيلم (الإنجليزية)
- دراغون بول زد كاي على موقع ANN anime (الإنجليزية)